# Epictet
|  | Per a altres significats, vegeu «Epictet (desambiguació)». |

Epictet (llatí: Epictetus, en grec antic: Ἐπίκτητος) va ser un filòsof grec. Va néixer l'any 55 a Hieràpolis de Frígia (actualment Pamukkale, al sud-oest de Turquia), a uns 6 km al nord de Laodicea. Va arribar, encara nen, a Roma com a esclau del llibert Epafrodit, favorit de l'emperador Neró. Epafrodit va ser el responsable que Epictet estudiés amb el filòsof estoic Gai Musoni Rufus. Epictet va ser manumès al voltant de l'any 93.
Exiliat per l'emperador Domicià amb la resta de filòsofs que residien a Roma, va establir-se a Nicòpolis, al nord-est de Grècia, on va fundar la seva escola. S'hi van formar nombrosos patricis romans, com Flavi Arrià, respectat historiador sota Hadrià, que va conservar el text dels ensenyaments orals del seu mestre. La fama d'Epictet va ser gran i, segons Orígenes, va tenir en vida més respecte que no pas Plató.
Epictet es va dedicar plenament a l'ensenyament i, de la mateixa manera que Sòcrates, no va escriure res. El seu pensament era basat en les obres dels antics estoics. Sabem que es va aplicar a les tres branques de la filosofia en la tradició de l'Stoa: lògica, física i ètica. Els textos que es conserven són gairebé tots d'ètica. Segons aquests, el paper del filòsof i mestre estoic consisteix a viure i predicar la vida contemplativa, centrada en la noció d'eudaimonia ('felicitat'). L'eudaimonia, per a la doctrina estoica, és un producte de la virtut, definida mitjançant la vida acord amb la raó. La virtut estoica, a més de l'autoconeixement, consisteix en l'ataraxia, apatia (desapassionament) i les eupaties (bons sentiments). La virtut consisteix a no guiar-se per l'aparença de les coses sinó per la motivació d'actuar de manera racional i benèvola; i sobretot, acceptant el destí individual tal com ha estat predeterminat.
De la física d'Epictet, en coneixem molt poc. Considera la naturalesa de la intel·ligència, de manera materialista, una penetració del cos intangible del Déu en la matèria. Tots els éssers participarien de la naturalesa divina en tant que és aquesta que imposa les formes essencials al caos en la matèria. A l'ésser humà, per la seva racionalitat, li és permesa una forma més alta, conscient de participació.
Epictet va subratllar la idea que l'estudi de la filosofia no és un fi per si mateix, sinó un mitjà necessari per a aprendre a viure d'acord amb la natura. Els seus ensenyaments s'encaminaven a aconseguir que els seus alumnes aprenguessin a viure d'acord amb els principis que havien estudiat, distingint entre allò que depèn de la voluntat d'allò que no en depèn i actuant en conseqüència, preocupant-se pel que depèn de la voluntat i no donant importància a allò que no en depèn.
Algun autor antic i també a l'enciclopèdia Suïda es diu que Epictet era viu en època dels Antonins, però Marc Aureli, que admirava la seva filosofia, no el menciona entre els seus amics. Aulus Gel·li, que va viure en aquest període, diu que Epictet havia mort recentment. No es coneixen fets de la seva vida, a part que era coix, pobre i mancat de desitjos. El seu deixeble Flavi Arrià va publicar una biografia seva, Διατριβαὶ Ἐπικτήτου, en vuit llibres dels que se'n conserven quatre, on va recollir també les seves doctrines filosòfiques.